# Västersjö
Västersjö är en sjö i Kumlinge kommun i Åland (Finland). Den ligger i den östra delen av landskapet, 40 km öster om huvudstaden Mariehamn. Västersjö ligger 16 meter över havet. Den ligger på ön Seglinge. Arean är 10,6 hektar och strandlinjen är 2,13 kilometer lång. Sjön  ingår i Norra Skärgårdshavets avrinningsområde. 